# 蒙古龍屬
蒙古龍屬（學名：Mongolosaurus）是一屬蜥腳下目恐龍，生存於下白堊紀的中國內蒙古。
在1928年，美國自然史博物館的羅伊·查普曼·安德魯斯率領的挖掘團隊，在中國內蒙古發現一顆蜥腳類恐龍牙齒。在1933年，查爾斯·惠特尼·吉爾摩（Charles W. Gilmore）將這顆牙齒敘述、命名。模式種是坦齒蒙古龍（M. haplodon）。屬名意為「蒙古的蜥蜴」，種名則意為「單一牙齒」
蒙古龍的正模標本（編號AMNH 6710）是一顆牙齒。同一挖掘地點還發現10多顆相同型態的牙齒、基枕骨、前三節部分頸椎。這些牙齒長、呈圓柱狀。這些化石發現於On Gong組地層，地質年代相當於白堊紀晚期
蒙古龍與其他蜥腳下目的演化關係不明，通常被認為屬於新蜥腳類。過去曾被歸類於梁龍科、泰坦巨龍科、盤足龍科、納摩蓋吐龍科，目前被歸類於泰坦巨龙类。

## 外部連結
- 恐龍博物館──蒙古龍